# Bailey Bartlett
Bailey Bartlett (* 29. Januar 1750 in Haverhill, Essex County, Province of Massachusetts Bay; † 9. September 1830 ebenda) war ein US-amerikanischer Politiker. Zwischen 1797 und 1801 vertrat er den Bundesstaat Massachusetts im US-Repräsentantenhaus.

## Werdegang
Bailey Bartlett besuchte die öffentlichen Schulen seiner Heimat und wurde danach bis 1789 im Handel tätig. Zwischen 1781 und 1784 sowie im Jahr 1788 saß er als Abgeordneter im Repräsentantenhaus von Massachusetts. Im Jahr 1788 war er Delegierter auf der Versammlung, die für den Staat Massachusetts die Verfassung der Vereinigten Staaten ratifizierte; 1789 war er Mitglied des Staatssenats. Im selben Jahr wurde er als High Sheriff Polizeichef im Essex County. Dieses Amt bekleidete er bis zum 5. Dezember 1811, also auch während seiner Zeit als Kongressabgeordneter. Politisch wurde er Mitglied der Ende der 1790er Jahre von Alexander Hamilton gegründeten Föderalistischen Partei.
Nach dem Rücktritt des Abgeordneten Theophilus Bradbury wurde Bartlett bei der fälligen Nachwahl für den elften Sitz von Massachusetts als dessen Nachfolger in das US-Repräsentantenhaus gewählt, wo er am 27. November 1797 sein neues Mandat antrat. Nach einer Wiederwahl konnte er bis zum 3. März 1801 im Kongress verbleiben. In dieser Zeit wurde die neue Bundeshauptstadt Washington, D.C. bezogen. Im Jahr 1800 verzichtete er auf eine weitere Kandidatur.
1812 wurde Bartlett Kämmerer im Essex County. Ab dem 20. Juni 1812 fungierte er erneut als Polizeichef in diesem Bezirk. Diesen Posten bekleidete er bis zu seinem Tod. Im Jahr 1820 war er Delegierter auf der Versammlung zur Anpassung der Verfassung von Massachusetts nach der Abspaltung der nördlichen Provinzen, die nun den neuen Staat Maine bildeten. Er starb am 9. September 1830 in seinem Heimatort Haverhill.